# امیلیو آذربراگا خوان
امیلیو آذربراگا خوان (انگلیسی: Emilio Azcárraga Jean؛ زادهٔ ۲۱ فوریهٔ ۱۹۶۸) کارآفرین، سرمایه‌دار و مدیر ارشد اجرایی اهل مکزیک است، که بعنوان مدیرعامل و رئیس هیئت مدیره شرکت تله ویسا فعالیت می‌کند.